# Dorna (Gemeinde Irnfritz-Messern)
Dorna ist eine Ortschaft und eine Katastralgemeinde der Gemeinde Irnfritz-Messern im Bezirk Horn in Niederösterreich.

## Geografie
Das Dorf bei der Landesstraße L54 wird von der Großen Taffa umflossen. Zur Ortschaft gehören auch die Rotte Neu Dorna und die Mühlen Illymühle und Kaindlmühle.

## Siedlungsentwicklung
Zum Jahreswechsel 1979/1980 befanden sich in der Katastralgemeinde Dorna insgesamt 21 Bauflächen mit 12.116 m² und 25 Gärten auf 21.232 m², 1989/1990 gab es 23 Bauflächen. 1999/2000 war die Zahl der Bauflächen auf 37 angewachsen und 2009/2010 bestanden 35 Gebäude auf 80 Bauflächen.

## Geschichte
Im Adressbuch von Österreich waren im Jahr 1938 in Dorna drei Mühlen und zwei Landwirtschaften verzeichnet.

## Bodennutzung
Die Katastralgemeinde ist landwirtschaftlich geprägt. 98 Hektar wurden zum Jahreswechsel 1979/1980 landwirtschaftlich genutzt und 13 Hektar waren forstwirtschaftlich geführte Waldflächen. 1999/2000 wurde auf 98 Hektar Landwirtschaft betrieben und 15 Hektar waren als forstwirtschaftlich genutzte Flächen ausgewiesen. Ende 2018 waren 94 Hektar als landwirtschaftliche Flächen genutzt und Forstwirtschaft wurde auf 16 Hektar betrieben. Die durchschnittliche Bodenklimazahl von Dorna beträgt 35,4 (Stand 2010).